# Дрейкурс, Рудольф
Рудольф Дрейкурс (нем. Rudolf Dreikurs; 8 февраля 1897, Вена, Австрия — 25 мая 1972, Чикаго, США) — австро-американский психолог и педагог. Доктор медицины, профессор. Разработчик практической методики применения адлеровской теории индивидуальной психологии для понимания причин деструктивного поведения у детей и коррекции детского поведения без применения наказаний и вознаграждений.
Автор около двухсот работ по индивидуальной психологии, психологии семьи, детской психологии, проблемам конфликтов, психодинамике человеческих отношений, музыкальной терапии и т. п.

## Биография
В 1923 окончил Венский университет.
С 1923 года сотрудничал с А. Адлером.
В 1924 году получил степень доктора медицины.
Сотрудничая с Адлером, открыл несколько психиатрических клиник. Активно участвовал в применении и развитии адлеровской методики группового психоанализа.
В 1937 году эмигрировал в США (Чикаго). Занимался индивидуальной психологией, групповой психотерапией и психиатрией. Работал психиатром-консультантом.
В 1942—1972 годах был профессором психиатрии Чикагской медицинской школы.
В 1940—1956 годах издавал «Журнал индивидуальной психологии».
Основал Институты индивидуальной психологии в Чикаго, Тель-Авиве и Торонто.
В 1947—1956 годах курировал детские центры Чикаго.
«Мы можем изменить нашу жизнь и отношения с окружающими, если изменимся сами». Рудольф Дрейкурс

### Переведённые труды
- Счастье вашего ребёнка : Книга для родителей: Пер. с англ. / Дрейкурс Р., Золц В. — М.: Прогресс, 1986. — 239 с.
- Манифест счастливого детства: Основные идеи разумного воспитания: Пер. с англ. / Рудольф Дрейкурс, Вики Золц; пер. с англ. Ларисы Ткач. — Екатеринбург: Рама Паблишинг, 2015. — 296 с. (оригинальное название: Children. The Challenge. The Classic Work on Improving Parent-Child Relations).